# Nicky Case
Nicky Case est une personnalité canadienne non binaire active dans le développement de jeux indépendants, connue pour avoir développé des jeux vidéos tels que Coming Out Simulator et Parable of the Polygons, tous les deux sortis en 2014,. Le jeu le plus récent de Case, Adventures with Anxiety, est sorti en 2019. Adventures with Anxiety est un jeu narratif du type « choisissez-votre-aventure ». Les travaux de Case se caractérisent par leur design interactif et leur objectif récurrent « .. [d']aider les gens à comprendre les systèmes complexes. » En parallèle de son activité de conception et de développement de jeux vidéos, Case publie régulièrement des billets, des histoires courtes et des bandes dessinées portant sur la santé mentale, les jeux et la culture médiatique, ainsi que plus récemment sur la sécurité sanitaire face au COVID-19. Case publie également des articles enseignant les mathématiques, comment coder et comment créer des jeux.

## Vie privée
Case est non binaire, et dit être « personnellement OK avec n'importe quel pronom, mais [que] si vous avez besoin d'en choisir un pour une publication de blogue ou un article wiki, she/her [elle] et they/them fonctionnent ». Case est née à Singapour le 11 septembre 1994 et déménagea avec sa famille à Vancouver au cours de sa jeunesse.

## Carrière
Case commença sa carrière en conception de jeux vidéo à un jeune âge via la création de plusieurs jeux Flash indépendants sur Newgrounds. Un de ses jeux se fit connaître et devint viral, en partie grâce à Markiplier qui a fait un test du jeu sur sa chaîne YouTube. Ce succès aida Case à avoir un stage chez Electronic Arts (EA), ce qui représenta sa première entrée dans l'industrie du jeu vidéo. À propos de son expérience chez EA, Case affirma que la compagnie était « queer friendly », plus que la normale dans ce domaine, mais le fait que des projets pouvaient être abandonnés à n'importe quel moment l'inspira à faire des jeux de manière indépendante.

### Premiers projets indépendants etComing Out Simulator 2014
Via une plateforme de financement participatif, Case fonda son premier projet indépendant, Nothing To Hide. Lors du projet, cependant, Case travailla sur quelques projets parallèles qui eurent plus de succès que le jeu lui-même. Le premier était un tutoriel instructionnel sur la manière dont les ombres fonctionnaient dans le jeu, et le second était une soumission pour le Nar8 Game Jam4, où Case fit Coming Out Simulator 2014. Coming Out Simulator raconte son histoire personnelle sur son coming out envers ses parents en tant que personne bisexuelle ainsi que sur les conséquences qui ont suivies. Cependant, à l'opposé de la réalité, le jeu a plusieurs fins, dépendant des choix par le joueur. Le jeu fut accueilli de manière très positive et fut nommé à l'Independent Games Festival de 2015 dans la catégorie Excellence in Narrative. Case reçut même des courriels de personnes queer qui se sont reconnues dans le jeu. Ces projets parallèles marquèrent la première incursion dans le design interactif et explicatif.

### Parable of the Polygons
L'explicateur d'ombres eut du succès et atteignit la première page du site d'images Imgur. Case fut approché par le designer interactif Bret Victor pour rejoindre son entreprise où les deux y rencontrèrent Vi Hart, une autre vidéaste se concentrant sur les mathématiques. Cela mena à un projet de collaboration intitulé Parable of the Polygons (La Parabole des Polygones dans la traduction amatrice), un jeu explicatif sur les biais et la discrimination. Le jeu reçut un accueil très positif, avec Joanna Rothkopf (de Salon) le désignant comme étant « une amorce adorable et éloquente sur les problèmes de la ségrégation ».
Avec son explicateur d'ombres, Parable of the Polygons, et d'autres jeux interactifs, Nicky Case commença à se faire un nom dans le développement interactif. Sa mission devint « d'explorer le médium d’interactivité toujours sous-exploré de manière vaste ». Et Case commença à aider les autres avec cette poursuite ainsi qu'à fonder Explorable Explanations, une plateforme où les autres pouvaient créer et publier des explicateurs interactifs, tous genres et domaines éducatifs confondus.

### Adventures with Anxiety
Le jeu le plus récent de Nicky Case s'éloigne légèrement de la jouabilité basée sur des systèmes, revenant vers l'interactivité plus narrative de Coming Out Simulator 2014. Adventures with Anxiety représente les propres luttes de Case sur le fait d'accepter et de faire face avec les troubles anxieux. L'intention du jeu est d'aider à apprendre aux joueurs à avoir une meilleure relation aussi bien avec eux qu'avec d'autres personnes. Dans une interview avec Storybench, Case explique que les jeux sont son format de choix, comme un musicien utilise la chanson pour s'exprimer. Pour Case, « je pouvais utiliser les choix dans le jeux pour forcer le joueur à réfléchir sur, et exprimer, leurs plus grandes peurs et puis créer une relation plus saine avec ces peurs. »
Adventures with Anxiety est disponible dans le domaine public, et la page web du jeu contient le code source en entier accessible gratuitement. Case explique avoir bénéficié grandement des codes publics open source des autres lors de la création de ses premiers jeux. Case veut leur rendre la pareille et également stimuler d'autres personnes à créer des jeux.

### Autres travaux
Case sortit Nothing to Hide, un prototype de jeu d'infiltration, en 2013. Ce prototype ayant comme thème la surveillance et la vie privée fut financé de manière participative et fut ouvert sous CC0 sur GitHub entre 2013 et 2015,,,,.
En 2016, Case sortit We Become What We Behold. Créé en seulement deux mois, le jeu force le joueur à rapporter continuellement les nouvelles les plus intéressantes, causant de la confusion et de la colère. We Become What We Behold reflète comment les médias et les cycles d'actualités forgent notre expérience sur la réalité.
2017 vit la sortie de The Evolution of Trust (L'Évolution de la Confiance dans la traduction amatrice du jeu), un guide interactif sur la théorie des jeux de comment et pourquoi les gens se font confiance.
Durant la pandémie de COVID-19, Case a également sorti un explicateur sur la propagation du COVID-19 et comment le virus interagit avec les mesures sanitaires, et une bande-dessinée sur l'utilisation et le besoin d'applications de suivi des contacts sans surveillance.